# A helyőrség (film, 2020)
A helyőrség (eredeti cím: The Outpost) 2020-ban bemutatott amerikai háborús-akciófilm, melyet Rod Lurie rendezett Jake Tapper 2012-es, The Outpost: An Untold Story of American Valor című könyve alapján, ami az afganisztáni háború kamdeshi csatájáról szól. A főszerepben Scott Eastwood, Caleb Landry Jones, Orlando Bloom, Jack Kesy, Cory Hardrict, Milo Gibson, Jacob Scipio, Will Attenborough és Taylor John Smith látható.
A film bemutatóját a 2020-as South by Southwest Filmfesztiválra tervezték, de a fesztivált a Covid19-pandémia miatt törölték. Prémium VOD-on keresztül és kiválasztott mozikban jelent meg 2020. július 3-án. A film általánosságban pozitív kritikákat kapott az értékelőktől, akik dicsérték a harcjeleneteket és a katonák tisztelettudó ábrázolását.
Magyarországon szinkronos változatban a Telekom Videotéka szolgáltatásában, 2021. március 18-tól érhető el.
A filmet megtörtént események ihlették.

## Cselekmény

### Háttértörténet
2006-ban az Amerikai Egyesült Államok hadserege helyőrségeket telepített Észak-Afganisztánba, hogy felvehessék a harcot a felkelőkkel.
Az volt a céljuk, hogy helyi lakosok segítségével megállítsák a fegyverek és tálib harcosok beáramlását Pakisztánból. Ezek közül az egyik a Kamdesh tábor volt, amit egy völgyben állítottak fel a Hindukus-hegységben.
A Kamdeshi csatát követő tanulmány a hadsereg vezetését tette felelőssé a tábor nem megfelelő védelméért. És javasolták, hogy számolják fel az összes nyilvánvalóan védhetetlen helyőrséget.
A 2009. október 3-án tanusított bátorságukért, a 3-61-es bravo század lett az Afganisztáni háború legtöbbször kitüntetett egysége. Daniel Rodriguez-t bronzcsillaggal, míg Andrew Bundermann-t kitüntetett szolgálati kereszttel tüntették ki.
A keating helyőrségi csata volt 50 év után az első, ahol két élő katonának is odaítélték a becsületérmet.

## Szereplők
| Szerep                        | Színész             | Magyar hang            |
| ----------------------------- | ------------------- | ---------------------- |
| Clinton Romesha törzsőrmester | Scott Eastwood      | Dévai Balázs           |
| Ty Michael Carter őrvezető    | Caleb Landry Jones  | Hamvas Dániel          |
| Benjamin D. Keating százados  | Orlando Bloom       | Zámbori Soma           |
| Josh Kirk őrmester            | Jack Kesy           | Mészáros András        |
| Vernon Martin őrmester        | Cory Hardrict       | Gacsal Ádám            |
| Robert Yllescas százados      | Milo Gibson         | Varga Gábor            |
| Justin T. Gallegos őrmester   | Jacob Scipio        | Horváth-Töreki Gergely |
| Andrew Bundermann főhadnagy   | Taylor John Smith   | Novkov Máté            |
| Jonathan Hill                 | Jonathan Yunger     | Hajdu Tibor            |
| Chris Griffin őrvezető        | Alexander Arnold    | Miller Dávid           |
| Sylvanius Broward százados    | Kwame Patterson     | Barabás Kiss Zoltán    |
| Jānis Laķis szakaszparancsnok | Aleksandar Aleksiev | Juhász Zoltán          |
| Jordan Wong tizedes           | Jeremy Ang Jones    | Lovas Dániel           |